# Pino (Sesamstraat)
Pino is een van de belangrijkste figuren van het kinderprogramma Sesamstraat (1976-heden). Hij heeft de gedaante van een reusachtige blauwe vogel. Pino is gebaseerd op de grote gele vogel Big Bird uit Sesame Street, de oorspronkelijke Amerikaanse versie van het programma.

## Achtergrond
Sinds het begin van Sesamstraat zijn er in totaal zes verschillende Pino-poppen gebruikt. De eerste pop was ontworpen door producer Ton Hasebos, die het aan de fantasie van de kijkers wilde overlaten wat voor vogel Pino precies was (zelf zou hij naar verluidt aan een pinguïn hebben gedacht). Het uiterlijk van Pino is sindsdien vrij drastisch gewijzigd; zo kreeg hij gaandeweg andere ogen, een blauwe in plaats van een witte buik, een kortere snavel en lichtere veren op zijn hoofd. Ook het karakter van Pino is in de loop van de serie enigszins gewijzigd; zo ontwikkelde hij zich van een wat lompe en in bepaalde opzichten nog wel "echte" vogel (zo sliep hij bijvoorbeeld in een nest) tot een naïef kind in vogelgedaante.
Pino is de grote vriend van Tommie, Purk en Ieniemienie. Pino is een beetje verlegen en in zijn kinderlijke naïviteit soms ook onhandig. Meneer Aart, die vaak wat op hem te mopperen heeft, noemt hem altijd 'Pienjo'. Ook Buurman Baasje geeft hem bijnamen, zoals 'blauwe reiger' of 'koekoek', die vaak denigrerend zijn bedoeld.

### Kleur
Bewerkingen van Sesame Street worden in meer dan 140 landen uitgezonden, waarbij het programma in allerlei landen wordt aangepast aan de lokale voorkeuren. De kleur van Pino's tegenhangers is dan ook niet overal hetzelfde. In de Amerikaanse versie is Big Bird geel, terwijl Pino blauw is. Dit kleurverschil was een voorwaarde die Sesame Street stelde voor het mogen overnemen van de figuur.
In de vertaalde boekjes, die niet opnieuw zijn ingekleurd, heet deze gele vogel soms Neef Jan. Ook op bijvoorbeeld een video met Bert en Ernie kan hij plots voorkomen, en heet dan Neef Jan of Grote Vogel. Overigens zijn er ook veel Sesamstraat-boeken verschenen waarin Big Bird zelf Pino heet. De Nederlandse stem van Neef Jan of Grote Vogel in Sesamstraat is van Olaf Wijnants.
In 1999 kreeg Pino lichtgekleurde veren in zijn gezicht, op voorspraak van poppenspeelster Renée Menschaar.

## Pino als artiest
Sinds 2009 heeft Pino met meerdere bekende Nederlanders duetten gezongen in Sesamstraat. Op 13 december 2011 trad Pino samen met Henny Vrienten op in De Wereld Draait Door. Ze brachten Vliegen Als Een Vogel ten gehore, een lied dat als winnaar uit de bus was gekomen bij een schrijfwedstrijd ter ere van het 35-jarig jubileum van Sesamstraat.

## Acteurs
De acteur of actrice die Pino speelt, zit in de pop. Hij of zij moet om het hoofd en de snavel te kunnen bewegen continu de rechterarm boven het hoofd houden, terwijl de andere arm in een vleugel zit. Zijn rechtervleugel hangt er dan los bij of zit vastgepind aan Pino's lichaam. Wanneer Pino zittend of niet volledig in beeld wordt gebracht, wordt zijn tweede hand door een tweede poppenspeler bespeeld.
Om te kunnen zien is er een monitor in het pak, wat het toch al grote pak extra zwaar maakt.
Lijst van acteurs van Pino:
- Dirk Grijspeirt (1976)
- Theo Joling (1977)
- Bert Plagman (1978)
- Erik J. Meijer (1979-1984)
- Leo Dijkgraaf (1984-1991)
- Renée Menschaar (1991-heden)